# Лора Джаксън
Лора Джаксън (на английски: Laura Jackson) е шотландска писателка, авторка на произведения в жанра биография.

## Биография и творчество
Родена е в Абърдийн, Шотландия на 20 ноември 1957 г.
Работи като правен секретар в Шотландия преди да се насочи към писането на биографии.
Първата ѝ биографична книга „Golden Stone: The Untold Life and Tragic Death of Brian Jones“ (Златен камък: Неразказаният живот и трагичната смърт на Брайън Джоунс) е издадена през 1992 г.
За своите книги черпи информация от най-близките им хора, приятели и професионални връзки, което ѝ помага да създаде техните прецизни биографии.

## Произведения
- Golden Stone: The Untold Life and Tragic Death of Brian Jones (1992, 2009) – за Брайън Джоунс
- Daniel Day-Lewis: The Biography (1995) – за Даниъл Дей-Люис
- Queen and I: The Brian May Story (1995) – за Куийн и Брайън Мей
- Freddie Mercury: The Biography (1997) – за Фреди Меркюри
Фреди Меркюри: Биография, изд.: „Сиела“, София (2011), прев. Цветана Генчева
- Insatiable: The Secret Life Of Mick Jagger (1999) – за Мик Джагър
- Queen: The Definitive Biography (2000) – за Куийн
- Bono: The Biography: His Life, Music, and Passions (2001) – за Боно
- Sean Bean: The Biography (2001) – за Шон Бийн
- Paul Simon: The Definitive Biography (2002) – за Пол Саймън
- Jon Bon Jovi (2003) – за Джон Бон Джоуви
Джон Бон Джоуви: Биографията, изд.: ИК „Еднорог“, София (2014), прев. Любов Петрова
- Neil Diamond: His Life, His Music, His Passion (2004) – за Нийл Даймънд
- The Eagles: Flying High (2006) – за групата „Ийгълс“
- Brian May: Biografie (2007) – за Брайън Мей
Брайън Мей : цялата история на Queen, изд.: „Сиела“, София (2016), прев. Лилия Илиева
- Kiefer Sutherland: The Biography (2007) – за Кийфър Съдърланд
- Steven Tyler: The Biography (2008) – за Стивън Тайлър